# 8171 Stauffenberg
8171 Stauffenberg eller 1991 RV3 är en asteroid i huvudbältet som upptäcktes den 5 september 1991 av de båda tyska astronomen Freimut Börngen och Lutz D. Schmadel vid Tautenburg-observatoriet. Den är uppkallad efter den tyske greven Claus Schenk von Stauffenberg.
Asteroiden har en diameter på ungefär 9 kilometer och den tillhör asteroidgruppen Eos.